# Gerd-e Kāshān
Gerd-e Kāshān (persiska: گرد کاشان) är en ort i Iran.   Den ligger i provinsen Västazarbaijan, i den nordvästra delen av landet, 600 km väster om huvudstaden Teheran. Gerd-e Kāshān ligger 1 468 meter över havet och antalet invånare är 380.
Terrängen runt Gerd-e Kāshān är huvudsakligen kuperad, men söderut är den platt.Runt Gerd-e Kāshān är det ganska tätbefolkat, med 108 invånare per kvadratkilometer. Närmaste större samhälle är Oshnavīyeh, 7,0 km sydväst om Gerd-e Kāshān. Trakten runt Gerd-e Kāshān består i huvudsak av gräsmarker.